# HD 63382
HD 63382，又名CP-56 1420，SAO 235490、HR 3031，是一颗恒星，视星等为6.12，位于銀經269.32，銀緯-15.48，其B1900.0坐标为赤經7h 43m 30.1s，赤緯-56° -15.48′ 39″。